# Otolit

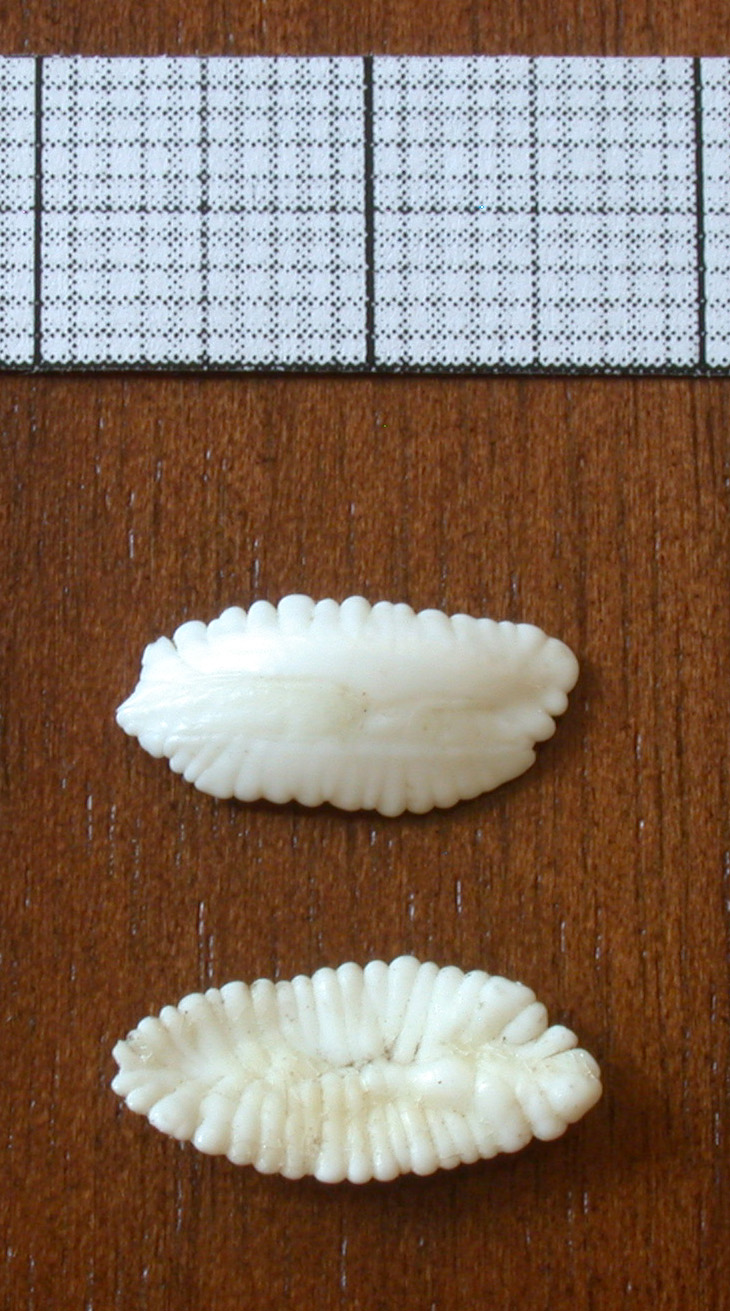
Az atlanti tőkehal (Gadus morhua) hallókövei

Az otolit, más néven sztatolit, vagy hallókő a helyzetérző szervekben szabadon elmozduló szilárd test vagy a környezeténél nagyobb fajsúlyú beágyazott testecske.

## Tudnivalók
Az otolit helyváltoztatásra elmozdul, és ingerli az érzéksejteket. A halak sztatolitjai a világtól elzárt belső fülükben, az úgynevezett zsákocskákban és tömlőcskékben vannak, s közvetlenül érintkeznek az érzékfoltok sejtjeivel. A hallókövek nagysága és alakja a fajra jellemző, és csiszolatukon, hasonlóképpen, mint a fák törzsén, évgyűrűk vannak. Vagyis az otolitokon annyi évgyűrű képződik, ahány évig él a hal.